# Dara
Dara je žensko osebno ime.

## Izvor imena
Ime Dara je različica imena Darinka.

## Pogostost imena
Po podatkih Statističnega urada Republike Slovenije je bilo na dan 31. decembra 2007 v Sloveniji število ženskih oseb z imenom Dara:53. Med vsemi ženskimi imeni pa je ime Dara po pogostosti uporabe uvrščeno na 829 mesto.

## Osebni praznik
Dara praznuje god 25. oktobra.